# Bitwa pod Ramlą (1105)
Trzecia bitwa pod Ramlą (w historiografii znanej też jako Ar-Ramla) – starcie zbrojne, które miało miejsce 27 sierpnia 1107 roku pomiędzy siłami Królestwa Jerozolimskiego i Fatymidów z Egiptu. Przyczyną bitwy, podobnie jak dwóch wcześniejszych starć (I Bitwa pod Ramlą i II Bitwa pod Ramlą) rozegranych w 1101 i 1102 rok, były nieustające najazdy muzułmanów na ziemie łacinników i ich wasali, dokonywane z Askalonu – twierdzy Fatymidów w Palestynie. Obydwie armie spotkały się pod Ramlą, która leżała na drodze z Askalonu do Jerozolimy.
Na czele połączonych sił łacinników stał król jerozolimski, Baldwin I. W przeciwieństwie do dwóch poprzednich bitew z 1101 i 1102 roku, tym razem miał przed sobą nie tylko Fatymidów, ale również Turków z Damaszku, wspomagających siły egipskie oddziałami konnych łuczników. To właśnie oni zaczęli bitwę, ostrzeliwując szeregi krzyżowców. Ci odpowiedzieli frontalnym atakiem na oddziały egipskie. Walki trwały niemal cały dzień i były dalekie od rozstrzygnięcia, dopóki Baldwinowi nie udało się rozbić sił tureckich, które próbowały okrążyć jego hufce. Ucieczka Turków z pola walki pozwoliła skupić wszystkie siły na Egipcjanach, którzy po szarży prowadzonej osobiście przez króla Jerozolimy, rzuciły się do ucieczki. Mimo klęski, Egipcjanie nadal dokonywali najazdów na tereny znajdujące się pod kontrolą łacinników, często docierając nawet pod mury Jerozolimy.